# 本音和建前
本音（日语：／ honne）和建前（／ tatemae）是日本社交文化。

## 概論
建前，意为一个人在公众场合的行为与意见；而本音的意思是一个人的真实想法和渴望。
这种分割诞生于日本二战后时期的集体主义，为了不违背社会意愿，人们选择只对少数近友吐露真心（本音），而在公众场合选择撒谎，来迎合社会期望（建前）。
同时，建前的存在也是一种避免直接冲突的交流方式；这种文化有助于在集体社会坏境中，保护个体感受。